# Sascha Weidner
Sascha Weidner (Georgsmarienhütte, 1 augustus 1974 - Norden, 9 april 2015) was een Duits fotograaf en kunstenaar, die woonde en werkte in Belm en Berlijn. Het oeuvre van Sascha Weidner draaide om de creatie van radicale persoonlijke beelden. Zijn werk werd internationaal geëxposeerd en belicht in publicaties. 

## Persoonlijk leven
Van 1996 tot 2004 studeerde Sascha Weidner beeldende kunst en visuele communicatie aan de Hogeschool voor Beeldende Kunst, Braunschweig. Hij rondde zijn studie cum laude af. In 2004 studeerde hij autonome fotografie, onder begeleiding van Dörte Eißfeld. Hierna werkte Sascha Weidner als zelfstandig kunstenaar in Belm en Berlijn.
Van 2010 tot 2012 was Sascha Weidner docent aan de Academie voor beeldende kunsten in Stuttgart. In 2012 werd hij benoemd als lid van de Duitse Academie voor Fotografie.
Sascha Weidner overleed op 9 april 2015 plotseling aan de gevolgen van een hartaanval. 
Voor zijn werk werd hij onder andere bekroond met de "Stiftungspreis Fotografie" van de Alison & Peter Klein Foundation en in 2010 met de “Young Art Prize for Film and Media Arts Berlijn" van de Academie voor Beeldende Kunsten.
Sascha Weidners werk werd geëxposeerd in Duitsland en internationaal in solo- en groepstentoonstellingen.

## Kunst
Sascha Weidner omschreef zichzelf als een “zich romantisch voortbewegende reiziger" en zijn foto’s als sterk persoonlijk. Het medium van de fotografie was voor hem een manier om de werkelijke wereld te verbinden aan de beelden uit zijn eigen binnenwereld. De reizen die hij maakte als fotograaf leidden tot beeldende essays waarin hij wezenlijke vragen stelde over het menselijk bestaan.  
Sascha Weidners canon aan beelden vindt haar basis bij de levensstijl van jongeren, het verhaalt over de waarnemingen, verlangens en visies van hen die hun jeugd beleefden in de tachtiger en negentiger jaren of opgroeiden aan het begin van de 21e eeuw." Een melancholisch perspectief op de wereld, vormde het wezen van Sascha Weidners werk. Terugkerende elementen in zijn werk voeren terug tot Weidners persoonlijke leven. 
Hij liet contrasten ontstaan tussen begrippen als leven en dood en schoonheid en vergankelijkheid, en stelde vragen over oorsprong, identiteit en zelfbeschikking. In dat opzicht liet Sascha Weidner zich niet beperken tot het portretteren van zijn eigen omgeving, maar sprak hij tot het leven zelf. Weidners directe, authentieke en eerlijke manier van werken ligt verankerd in de traditie van fotografen als Nan Goldin, Larry Clark en Juergen Teller. Zijn fijnzinnige begrip van compositie en kleur roept herinneringen op aan de lichtheid en transparantie in de elementaire en symbolische beelden van de Japanse fotograaf Rinko Kawauchi.

## Solotentoonstellingen (een selectie)
- 2015   "Sascha Weidner. Fotografie“, RAY Fotografietriennale, Marta Hoepffner-Gesellschaft für Fotografie e.V., Hofheim, Duitsland
- 2014   "The Absence of Presence", Galerie Conrads, Düsseldorf, Duitsland
- 2014   "Aokigahara", Galerie Pavlov’s Dog, Berlin, Duitsland
- 2013   "A part of it", VGH Galerie, Hannover, Duitsland
- 2013   "Do not alight here", Hellenic Centre for Photography, Athene, Griekenland
- 2013   "Sascha Weidner – Selected Works", Circuito Aperto, Centro Culturale Altinate San Gaeta, Padova, Italië
- 2012   "The Sorrows of young W.", Goethe Institut, Praag, Tsjechië
- 2012   "The Pictures of Others", Goethe Institut, Praag, Tsjechië
- 2012   "Just let go", fo.ku.s, Innsbruck, Oostenrijk
- 2012   "Unveiled: The Sydney Project", Australian Centre for Photography, Sydney, Australië
- 2011   "Stiftungspreis für Fotokunst 2011", Kunstwerk, Nußdorf, Duitsland
- 2011   "Revolve", Galeria Toni Tàpies, Barcelona, Spanje
- 2011   "Seit Morgen / Since Tomorrow / Depuis Demain", C/O Berlin, Berlin, Duitsland
- 2009   "Was übrig bleibt", Museum für Photographie, Braunschweig, Duitsland
- 2009   "To be handled carefully", Galerie Zur Stockeregg, Zurich, Zwitserland
- 2009   "Am Wasser gebaut", Zephyr, Reiss-Engelhorn-Museen, Mannheim, Duitsland
- 2008   "Bis es wehtut", Kunstverein Wolfenbüttel, Wolfenbüttel, Duitsland
- 2008   "Enduring Beauty", Galerie Conrads, Düsseldorf, Duitsland
- 2007   "Let there be Light", Europacenter, Berlin, Duitsland
- 2007   "Enduring Beauty", Galeria Toni Tàpies, Barcelona, Spanje
- 2007   "Bleiben ist nirgends", FOAM Amsterdam, Amsterdam, Nederland
- 2006   "Beauty Remains", Art Foyer DZ BANK Kunstsammlung, Frankfurt (Main), Duitsland
- 2005   "Untold", Junge Kunst e.V., Wolfsburg, Duitsland

## Groepstentoonstellingen (een selectie)
- 2015 "Quiet Moments", Fremantle Arts Center, Fremantle, Australië
- 2015 "Thinking. Acting. Reflecting.", SAP, Walldorf, Duitsland
- 2014 "Urban Spirit", Galerie Christophe Guye, Zurich, Zwitserland
- 2014 "Hängung #12 – Weltenträumen", Sammlung Klein, Nußdorf, Duitsland
- 2014 "Portraying Visions", Wittenstein AG, Igersheim, Duitsland
- 2014 "WILD – Animals in Contemporary Photography / Tiere in der zeitgenössischen Fotografie", Alfred Ehrhardt Foundation, Berlijn, Duitsland
- 2014 "The Youth Code", Galerie Christophe Guye, Zurich, Zwitserland
- 2014 "Mit den Augen Düsseldorfer Galeristen – Zeitgenössische Fotografie", E.ON Gallery, Düsseldorf, Duitsland
- 2013 "Murakami & Weidner", A.P.P. Gallery, Kyoto, Japan
- 2013 "Welt, Reisen, Selbst, Suche", Deutsche Fotografische Akademie, Galerie Altes Rathaus Musberg, Musberg, Duitsland
- 2013 "Heute kein Plenum – 20 Jahre Klasse Eißfeldt", 267 Quartiere für zeitgenössische Kunst und Fotografie, Braunschweig, Duitsland
- 2012 "Hijacked 2 – Australian and German Photography", Zephyr, Reiss-Engelhorn-Museums, Mannheim, Duitsland
- 2012 "Fame", Art Foyer DZ BANK Kunstsammlung, Frankfurt (Main), Duitsland
- 2012 "Dark Sights", Art Foyer DZ BANK Kunstsammlung, Frankfurt (Main), Duitsland
- 2011 "Traummänner – Starfotografen zeigen ihre Vision vom Ideal", Deichtorhallen, Hamburg, Duitsland
- 2011 "Internationaler WeldeKunstpreis 2011 Fotografie", Kunstverein Leimen, Leimen, Duitsland
- 2011 "Salon Salder 2011 – Neue Kunst aus Niedersachsen", Schloss Salder, Salzgitter, Duitsland
- 2010 "Photography Group Show", Galerie van der Mieden, Antwerpen, België
- 2010 "Hijacked 2 – Australian and German Photography", Monash Gallery of Art, Melbourne, Australië
- 2009 "Leichtigkeit und Enthusiasmus – Junge Kunst und die Moderne", Kunstmuseum Wolfsburg, Wolfsburg, Duitsland
- 2009 "Pioneering Colour Photography meets Contemporary", Gallery Zur Stockeregg, Zurich, Zwitserland
- 2009 "Los Angeles — Berlin", Arthaus, Venice, Verenigde Staten
- 2008 "Land / Scaped«, Filiale Berlin, Berlin, Duitsland
- 2007 "Sublime", Römer 9, Frankfurt (Main), Duitsland
- 2007 "Concept: Photography – Dialogues & Attitudes", Ludwig Museum – Museum of Contemporary Art, Boedapest, Hongarije
- 2006 "Eißfeldts Meister", APEX Kunstverein pro art, Göttingen, Duitsland

## Prijzen & stipendia
- 2014 Artist residency of the Goethe-Institute, Three Shadows Photography Art Centre, Beijing, China
- 2014 Entrepreneur 4.0 Award for Photography
- 2013 Otto-Steinert-Award 2013 (Finalist)
- 2013 Artist residency of the Goethe Institute Villa Kamogawa, Kyoto, Japan
- 2012 Artist residency, COFA, Sydney, Australië
- 2011 "Stiftungspreis für Fotografie 2011", Alison & Peter W. Klein-Foundation, Kunstwerk, Nußdorf, Duitsland
- 2011 "Internationaler Weldekunstpreis for Photography" (Shortlist)
- 2010 "Berliner Kunstpreis, Förderpreis Film- und Media Art", Academie voor Beeldende Kunsten, Berlijn
- 2009 Prix BMW Paris Photo (Shortlist)
- 2007 Artist residency, Künstlerhaus Lukas, Ahrenshoop, Duitsland
- 2006 DAAD (Deutscher Akademischer Austauschdienst) Stipendium (Beeldende Kunst), Los Angeles, Verenigde Staten
- 2005 Förderpreis Fotografie, nbank, Hanover
- 2004 Otto-Steinert-Award 2004, (Eervolle Vermelding)
- 2004 DAAD (Deutscher Akademischer Austauschdienst) Stipendium (Beeldende Kunst), Los Angeles, Verenigde Staten
- 2003 Artist residency Villa Vigoni, Loveno di Menaggio, Italië
- 2003 Phaenographie Award
- 2001 International Polaroid Award (Eerste Prijs)
- 2000 Elite 2000, Nord-LB